# Psophia obscura
Psophia obscura, "svartvingad trumpetare", är en fågel i familjen trumpetare inom ordningen tran- och rallfåglar.

## Utbredning och systematik
Fågeln förekommer i nordöstra Brasilien söder om Amazonfloden (nordöstra Pará och västra Maranhão, öster om Rio Tocantins). Den betraktas oftast som underart till mörkvingad trumpetare (Psophia viridis), men urskiljs sedan 2014 som egen art av Birdlife International, IUCN och Handbook of Birds of the World.

## Status
Den kategoriseras av IUCN som akut hotad.